# 京都人情捜査ファイル
『京都人情捜査ファイル』（きょうとにんじょうそうさファイル）は、2015年4月25日にテレビ朝日系「土曜ワイド劇場」にて単発放送され、同月30日から6月4日までテレビ朝日系「木曜ミステリー」にてレギュラー放送された刑事ドラマである。主演は高橋克典。
京都府警察本部内にある「犯罪被害者支援室」がドラマの舞台。凶悪な犯罪に巻き込まれた被害者や遺族に、事件の捜査や裁判の進捗、適用される法的制度などさまざまな情報を提供し、相談に応じながら生活の手助けをするセクションであり、京都のみならず全国の警察本部に実在するものである。
本作は、それまでの刑事ドラマとは異なり、事件で断たれてしまった人たちの希望と絆を軸に、犯罪被害者支援室に属する警察官たちの活躍を描いた人情ドラマであり、時代劇のような勧善懲悪的要素も盛り込まれているという。

## 登場人物

### 京都府警警務部・犯罪被害者支援室
戸隠鉄也（とがくれ てつや）
演 - 高橋克典
戸隠班の班長。階級は警部補。元は京都府警五条中央署の刑事だった。過去に妻が通り魔事件の被害者となった際、遅々として進まない捜査状況から捜査員に食ってかかった。その際に大阪府警支援室の篠崎に支えてもらった経験から、岩瀬に「捜査権を持った支援活動をしたい」と直訴し、支援室に異動してきた。
吉崎仁美（よしざき ひとみ）
演 - 松下由樹
室長。階級は警視。臨床心理士の資格を持つ。
清水安裕（しみず やすひろ）
演 - 尾美としのり
戸隠班メンバー。元・左京署刑事課の刑事。
星野佳世（ほしの かよ）
演 - 高部あい
戸隠班メンバー。元・洛西署交通課の刑事。
花園健（はなぞの けん）
演 - 鈴木貴之
戸隠班メンバー。元・サイバー犯罪対策課の刑事。

### 京都府警察
仲田周平（なかた しゅうへい）
演 - 渡辺邦斗
捜査一課の刑事。
加藤善浩（かとう よしひろ）
演 - 石丸謙二郎
捜査一課・係長。
岩瀬厚一郎（いわせ こういちろう）
演 - 松平健
京都府警・警務部長。階級は警視長。戸隠の捜査権要請に対して、必ず自分に許可を取った上でという条件付きで非公式に許可した。

### その他
篠崎郁夫 / ナレーション
演 - 下條アトム
戸隠が犯罪被害者遺族となった時に彼を支えた、元大阪府警犯罪被害者支援室。階級は警部補。

### ゲスト
土曜ワイド劇場
第一部
- 関田陽介（「ホテル京禄」経理課長） - 高橋和也
- 永山和恵（雅夫の妻） - 遊井亮子
- 千葉竜吾（右京北警察署の刑事） - 合田雅吏
- 本条光晴（「ホテル京禄」社長） - 三浦浩一
- 永山雅夫（コンビニ店員） - 小須田康人
- 関田七海（陽介の娘） - 小林里乃
- 小川卓郎（「ホテル京禄」経理部長） - 川鶴晃裕

第二部
- 山崎いずみ（宏史の妻） - 宮地真緒
- 神田美津子（神田ファーム経営） - 朝加真由美
- 山崎宏史（工務店社員） - 馬場良馬
- 久保田典征（「京菜庵」社長） - 松本実
- 稲羽海斗（「京菜庵」社員） - 内野謙太
- 神田昇（美津子の夫） - 平岡秀幸
- 大森行哉（壬生興業社員） - 黒石高大
- 神田大輔（昇と美津子の息子） - 堀田貴裕
- 山崎隼人（宏史といずみの息子） - 南岐佐
- 山崎麻子（宏史の母） - 前川恵美子

連続ドラマ
第1話
- 藤川駿（雅彦の息子） - 濱田龍臣
- 香山瑠未（「Global Scene」人事部社員） - 三津谷葉子
- 浦沢博之（「Global Scene」新規ビジネス開発室社員） - 東根作寿英
- 掛川司（「Global Scene」社長） - 林泰文
- 坪井敏和（「Global Scene」人事部長） - 金剛地武志
- 藤川雅彦（「Global Scene」新規ビジネス開発室社員） - 難波圭一
- 茂田浩一（「Global Scene」新規ビジネス開発室社員） - 瀬野和紀
- 上原信孝（「Global Scene」新規ビジネス開発室社員） - ドヰタイジ
- 山村光雄（「Global Scene」新規ビジネス開発室社員） - 西村匡生
- 武内俊明（「Global Scene」新規ビジネス開発室社員） - 高杉佳幸
- 三島恒幸（みしま紡績社長） - 高橋弘志

第2話
- 越坂文香（鉄幹の長女） - 国生さゆり
- 越坂鉄幹（陶芸家） - 寺田農
- 越坂清乃（鉄幹の次女） - 中原果南
- 小藤卓（鉄幹の弟子） - 奥田達士
- 大山光彦（鉄幹の元弟子） - 斉藤陽一郎
- 宮本英子（鉄幹の弟子） - 朱花
- 三宅（京都府立伝統文化博物館の館長） - 西沢仁太

第3話
- 高木忠嗣（幸嗣の双子の兄） - 榊英雄
- 高木幸嗣（建築家・「T-Tree Planning」社長） - 榊英雄
- 川原澄江 -  鷲尾真知子
- 武藤真結子（「T-Tree Planning」社員） - 大谷みつほ
- 長房徹（京都府警捜査二課の刑事） - や乃えいじ
- 布施五郎 - 福本清三
- 松永照雄 - 多賀勝一
- 川原祥一（澄江の息子） - 山本道俊

第4話
- 倉澤あかり（倉澤の義娘・美砂の実娘・耕平の実妹・葉山の婚約者・22年前に実母に厄介者扱いされた後に教会の施設に預けられ、後に倉澤の養女となる） - 市川由衣（幼少期：井上愛梨）
- 倉澤誠一（あかりの養父・和菓子屋「倉澤」社長） - 中丸新将
- 直江裕二（倉澤の副社長） - 徳井優
- 中村耕平（美砂の実子・あかりの実兄・ガラス工房「ほのお」の職人・22年前に実妹を教会の施設に預ける） - 草野康太（幼少期：三輪虎太郎）
- 葉山慎吾（「倉澤」取締役） - 武田航平
- 野島豊（「倉澤」社員） - 増田修一朗
- 屋敷田英和（美砂の愛人） - いわすとおる
- 中村美砂（耕平とあかりの実母だが、2人を厄介者扱いしている・ヘアカット「ナカムラ」店主） - 林英世
- 伊藤由香（「倉澤」社員） - 渋谷めぐみ
- 笹井友美（「倉澤」社員） - 潮田由香里

第5話
- 河原佐智子（真の娘・風間コーポレーション社員） - 福田沙紀（幼少期：中元明希）
- 河原真（ホームレス・河原酒店の元主人） - 螢雪次朗
- 風間俊明（風間コーポレーション社長） - 大谷亮介
- 真壁剛（風間コーポレーション社長秘書） - 鈴木裕樹
- 風間健介（俊明の息子） - 西興一朗
- タツ（ホームレス） - 田井克幸
- ピンキー（ホームレス） - 本山力
- 峯岸奈々（クラブ「ワイルドパンチ」元ホステス・故人） - 田中良子

最終話
- 中山大蔵（京都府警捜査一課の元警部） - 綿引勝彦
- 中山陽子（中山の妻） - 山下容莉枝
- 酒田豪（洛北大学の学生） - タモト清嵐
- 中山智美（中山と陽子の娘・洛北大学の学生） - 小宮有紗（幼少期：中川江奈）
- 君塚妙子（洛北大学の学生） - 志保
- 繁田健治（前科者・川並鉄工の元社員） - 井川哲也
- 松本裕二（川並鉄工社員） - 倉田昭二
- 富岡忠彦（洛北大学の学生） - 潮見裕正

## スタッフ
- 脚本 - 吉本昌弘、李正姫、松本美弥子、小川眞住枝、高山直也
- 音楽 - 沢田完[注 2]
- 主題歌 - 山下達郎[9]「マイ・ガーディアン・エンジェル」（ワーナーミュージック・ジャパン）
- 監督 - 兼崎涼介、濱龍也、渡辺勝也
- VFX - キルアフィルム
- ゼネラルプロデューサー - 黒田徹也（テレビ朝日）
- プロデューサー - 池田邦晃[10][11][12]（テレビ朝日）、塚田英明（東映）
- 制作 - テレビ朝日、東映

## 放送日程
| 放送日  | サブタイトル | 脚本                                    | 監督                                |
| ------- | --- | --------------------------------------- | ----------------------------------- |
| 4月25日 | 実在する犯罪被害者支援室の活躍を初ドラマ化！ 通り魔&身代金誘拐〜悲劇の家族を救うため結成された特捜チーム〜 壊された心、必ず取り返します！ | 吉本昌弘（第一部） 松本美弥子（第二部） | 兼崎涼介（第一部） 濱龍也（第二部） |

| 話数                                                          | 放送日  | サブタイトル                                             | 脚本                            | 監督     | 視聴率 |
| ------------------------------------------------------------- | ------- | -------------------------------------------------------- | ------------------------------- | -------- | ------ |
| File.1                                                        | 4月30日 | 被害者に一番近い警察官たちを、知っていますか？           | 李正姫                          | 兼崎涼介 | 7.9%   |
| File.2                                                        | 5月07日 | 伝統芸能巡る父娘の壮絶バトル！殺された陶芸家と美しき姉妹 | 吉本昌弘                        | 濱龍也   | 7.7%   |
| File.3                                                        | 5月14日 | 双子殺人事件〜歩く兄の死体！古民家か消えた血染めの庭石   | 李正姫 （脚本協力：遠山絵梨香） | 兼崎涼介 | 5.4%   |
| File.4                                                        | 5月21日 | 悪夢のウェディング花嫁狙うストーカーとベールの下の別の顔 | 吉本昌弘 小川眞住枝             | 兼崎涼介 | 7.4%   |
| File.5                                                        | 5月28日 | 最終章！完全犯罪の報酬〜余命1ケ月の娘と交わす最後の約束  | 高山直也                        | 渡辺勝也 | 6.8%   |
| Last File                                                     | 6月04日 | 最後の支援〜復讐に燃える鬼刑事の罠！放たれる裁きの銃弾   | 吉本昌弘                        | 兼崎涼介 | 5.3%   |
| 平均視聴率 6.7%（視聴率はビデオリサーチ調べ、関東地区・世帯） |         |                                                          |                                 |          |        |